# Ньеве, Олиба
Олиба Селедина Ньеве Арройо (исп. Oliba Seledina Nieve Arroyo; род. 25 ноября 1977, Эсмеральдас) — эквадорская тяжелоатлетка, выступающая в весовой категории до 87 килограммов. На протяжении большей части карьеры выступала в весовой категории свыше 75 кг.

## Биография
Олиба Селедина Ньеве Арройо родилась 25 ноября 1977 года.

## Карьера
В 2002 году для Олибы Ньеве состоялся дебют на чемпионате мира по тяжёлой атлетике, где она в весовой категории свыше 75 килограммов заняла девятое место с результатом 245 килограммов.
В 2003 году она вновь участвовала на чемпионате мира, но несмотря на улучшение результата на 10 килограммов, заняла лишь десятое место.
На чемпионате мира 2006 года она стала шестой, подняв 257 килограммов. В следующем году она улучшила свой результат на один килограмм, но этого хватило только на восьмое место.
В 2008, 2009 и 2010 годах Олиба Ньеве завоевала три подряд золотых медали на Панамериканском чемпионате с суммой 247, 255 и 260 кг, соответственно. В 2010 году на чемпионате мира она стала пятой с результатом 258 кг.
В 2011 году Ньеве стала чемпионкой Панамериканских игр, подняв 113 и 145 килограммов в рывке и толчке, соответственно. В том же году на чемпионате мира она стала седьмой, подняв в сумме 259 кг.
В 2012 году Олиба Ньеве стала победительницей Панамериканского чемпионата с результатом 257 кг и участвовала в Олимпийских играх в Лондоне. На Играх она подняла 255 килограммов в сумме и стала седьмой.
В 2013 году она вновь завоевала золото Панамериканского чемпионата, а на чемпионате мира стала шестой. На чемпионате Южной Америки, который проходил в рамках Боливарианских игр 2013, Ньеве завоевала бронзовую медаль.
В 2014 году стала серебряным призёром Южноамериканских игр с результатом 251 кг, а на чемпионате мира заняла лишь четырнадцатое место с результатом 245 кг.
На Панамериканских играх 2015 года Ньеве завоевала бронзовую медаль с результатом 257 кг, а на чемпионате мира в Хьюстоне подняла лишь 255 кг и стала восемнадцатой.
На Южноамериканском чемпионате 2016 года эквадорская тяжелоатлетка завоевала бронзу с результатом 251, с таким же результатам она завершила тестовый турнир на Олимпийской арене в Рио-де-Жанейро. На Панамериканском чемпионате 2016 года стала серебряным призёром с результатом 253 кг.
В 2017 года была выделена категория до 90 килограммов, и Ньеве стала участвовать в ней. На Панамериканском чемпионате она завоевала бронзу с результатом 243 кг. Затем она выступила на Боливарианских играх 2017, в рамках которых также разыгрывался титул чемпиона Южной Америки, и тоже завоевала бронзу с результатом 232 кг. На чемпионате мира в Анахайме Ньеве подняла 246 килограммов в сумме и стала четвёртой, а её результата в рывке — 112 кг, хватило для малой бронзовой медали.
На Панамериканском чемпионате 2018 года она стала четвёртой с результатом 238 кг. На Южноамериканских играх 2018 года она стала серебряным призёром, также на этих соревнованиях разыгрывался титул чемпиона Южной Америки. Таким образом, она завоевала и серебряную медаль чемпионата континента. На чемпионате мира 2018 года в Ашхабаде были введены новые весовые категории, и Ньеве стала выступать в категории до 87 кг. Она стала седьмой, подняв 241 килограмм в сумме (109 + 132).